# Yves Noé Batifi Loumou
Yves Noé Batifi Loumou, est un athlète paralympique camerounais né le 28 décembre 2002. Il se spécialise dans le saut en hauteur (catégorie T42) et représentera le Cameroun aux Jeux paralympiques d'été de 2024. Loumou a obtenu sa qualification en remportant le concours de saut en hauteur au Grand Prix mondial de para-athlétisme de Marrakech en avril 2024 et a atteint la finale des Championnats du monde 2024 à Kobe, au Japon.

## Biographie
Il est principalement connu pour sa participation au saut en hauteur dans la catégorie T42, qui est réservée aux athlètes ayant une jambe atrophiée ou amputée au dessus du genou. Loumou a été sélectionné pour représenter le Cameroun aux Jeux paralympiques de Paris 2024, où il a déjà fait parler de lui en battant le record d'Afrique avec un saut de 1,77 m lors des compétitions précédentes,.

## Carrière
Loumou a commencé sa carrière sportive s'illustrant dans diverses compétitions d'athlétisme, et il a rapidement gagné en notoriété grâce à ses performances exceptionnelles. En avril 2024, il a remporté le concours de saut en hauteur lors du Marrakech 2024 World Para Athletics Grand Prix, ce qui lui a permis de se qualifier pour les Jeux paralympiques,.
Yves Noé Batifi Loumou est également un symbole d'inspiration pour de nombreux jeunes athlètes, montrant que malgré les défis physiques, il est possible d'atteindre des sommets dans le sport. Il exprime souvent son désir de prouver sa valeur et de rendre fière sa famille, notamment sa mère. Loumou aspire à non seulement battre ses records personnels mais aussi à monter sur le podium lors des Jeux paralympiques,.

Yves Noé Batifi Loumou a participé à plusieurs compétitions internationales majeures, notamment :
- Jeux Paralympiques de Paris 2024 : Il a concouru dans la catégorie T63 du saut en hauteur le 3 septembre 2024.

- Championnats du monde de para-athlétisme à Kobe, Japon : Loumou a atteint la finale dans sa catégorie en mai 2024 [1].

- Marrakech 2024 World Para Athletics Grand Prix : Il a remporté le concours de saut en hauteur, ce qui lui a permis de se qualifier pour les Jeux paralympiques[1],[5].

## Palmarès
- Record d'Afrique : 1,77 m (saut en hauteur, catégorie T42).

Compétitions notables :
- Finaliste aux championnats du monde de para-athlétisme à Kobe, Japon, en mai 2024.

- Vainqueur au Marrakech 2024 World Para Athletics Grand Prix